# Чхве Чхівон
Чхве Чхівон (кор. 최치원 (崔致遠); МФА: [tɕʰʷe tɕʰiwʌn]; нар. 857 — пом. Х ст.) — конфуціанський учений, історик, поет і літератор періоду Об'єднаної Сілла. Мав літературний псевдонім Коун (кит. Гу юнь), що в перекладі означає "Самотня хмара".
До нашого часу дійшла його збірка віршів "Кєвон пхільгьон" (кор. 계원필경, 桂苑筆耕) (886 р.) — найстаріша приватна літературна колекція в Кореї. У перекладі вона означає "Пах китиці в саду корицевих дерев". Поет має величезне значення для населення обох держав Корейського півострова — як для КНДР, так і для Республіки Корея.

## Життєпис
Народився у 857 р. Щодо місця народження поета існує три версії науковців. Кім Бусік у своїй праці «Самгук сагі» стверджує, що Чхве Чхівон народився в столичному окрузі Сарянбу держави Об'єднана Сілла. Проте в «Самгук юса» — творі, що з'явився через століття після «Самгук сагі», згадується інше місце. Третя ж версія говорить про те, що Чхве Чхівон народився в Окку (пров. Північна Чолла). Про рід поета нічого не відомо.
У 12 років Чхве Чхівон поїхав до Танської імперії здобувати освіту. Склавши успішно іспит на чин, майбутній поет отримує посаду секретаря в Гао Пяня. Саме після цього автор починає накопичувати матеріал для видання першої збірки віршів у 886 р. — "Пах китиці в саду корицевих дерев".
Через тугу за Батьківщиною Чхве Чхівон, по завершенню своєї служби у 27 років, повертається до Кореї, проте там його зустрічають з недовірою. Незважаючи на престижну китайську освіту, досвід в адміністративній справі Китаю та всі свої спроби принести хоч якусь користь державі Сілла, він не знаходить однодумців.
Покинувши столицю, Чхве Чхівон переїздить до округу Тесан (пров. Південна Чхунчхон) та завідує справами там. Цей період життя став для поета часом тяжких розчарувань. Чхве Чхівон і досі намагався поліпшити стан столиці Об'єднаної Сілла (м. Кьонджу) та привести її до ладу.
Відлюдницький період життя поет проводить у роздумах стосовно сенсу буття, пише буддійські життєписи.
Після того, як Чхве Чхівон залишив усі свої речі й подався в гори Каясан, достовірні відомості про нього закінчуються. Існує думка, що, подорожуючи в горах, поет пізнав сенс життя та став безсмертним. Проте це тільки припущення місцевого населення.

## Твори

### The Willow at Zhangan
Mist in the purple spreads low over a road of the willow dripping a thousand ways.

A long is drifting out from a red-columned house in the sunset.

### A Spring Day
The spring wind spreads the noisy singing of the orioles to just below my seat,

Sun moves the shadows of flowers into the grove.

### Farewell of Xiucai Yang Shan
The ship comes every other year as scheduled
To return home in a purple robe embarrasses the man without talent.
Such a sudden farewell at Wusheng at the time of leaves falling
Look toward Silla from the distance, where flowers are blooming.

A valley oriole is thinking of flying high and far
The Liaodong pigs are shameless retrieving.
I want to be sure on the decision I made, so I won't regret.

Toast my wine glass enthralled by nature's beauty of Guangling.

### On A Rainy Autmn Night
I only chant painfully in the autumn wind,
For I have few friends in the wide world.
At third watch, it rains outside,

By the lamp my heart flies myriad miles away.

### At the Ugang Station
Dismounting on the sandbar I wait for a boat,
A stretch of smoke and waves, an endless sorrow.
Only when the hills are worn flat and the waters dried up,

Will there be no parting in the world of man.